# Mallotus fuscescens
Mallotus fuscescens är en törelväxtart som först beskrevs av George Henry Kendrick Thwaites, och fick sitt nu gällande namn av Johannes Müller Argoviensis. Mallotus fuscescens ingår i släktet Mallotus och familjen törelväxter. Inga underarter finns listade i Catalogue of Life.